# Europaspiele 2015/Rhythmische Sportgymnastik
Bei den Europaspielen 2015 in Baku, Aserbaidschan wurden vom 17. bis 21. Juni 2015 insgesamt acht Wettbewerbe in der Rhythmischen Sportgymnastik ausgetragen. 

## Medaillengewinner

### Einzel

#### Mehrkampf
| Platz | Sportlerin        | Land     | Punkte |
| ----- | ----------------- | -------- | ------ |
| 1     | Jana Kudrjawzewa  | Russland | 76,100 |
| 2     | Margarita Mamun   | Russland | 75,650 |
| 3     | Melizina Stanjuta | Belarus  | 73,100 |

Datum: 19. Juni 2015

Teilnehmerinnen:

11.  Nicol Ruprecht

19.  Natascha Wegscheider

#### Reifen
| Platz | Sportlerin        | Land     | Punkte |
| ----- | ----------------- | -------- | ------ |
| 1     | Margarita Mamun   | Russland | 18,850 |
| 2     | Melizina Stanjuta | Belarus  | 18,500 |
| 3     | Neta Rivkin       | Israel   | 18,150 |

Datum: 21. Juni 2015

Teilnehmerinnen:

11.  Nicol Ruprecht

19.  Natascha Wegscheider

#### Ball
| Platz | Sportlerin        | Land     | Punkte |
| ----- | ----------------- | -------- | ------ |
| 1     | Jana Kudrjawzewa  | Russland | 18,950 |
| 2     | Hanna Risatdinowa | Ukraine  | 18,250 |
| 3     | Melizina Stanjuta | Belarus  | 18,200 |

Datum: 21. Juni 2015

Teilnehmerinnen:

12.  Nicol Ruprecht

17.  Natascha Wegscheider

#### Keulen
| Platz | Sportlerin        | Land     | Punkte |
| ----- | ----------------- | -------- | ------ |
| 1     | Jana Kudrjawzewa  | Russland | 19,200 |
| 2     | Hanna Risatdinowa | Ukraine  | 18,550 |
| 3     | Melizina Stanjuta | Belarus  | 18,150 |

Datum: 21. Juni 2015

Teilnehmerinnen:

06.  Nicol Ruprecht

16.  Natascha Wegscheider

#### Band
| Platz | Sportlerin       | Land          | Punkte |
| ----- | ---------------- | ------------- | ------ |
| 1     | Jana Kudrjawzewa | Russland      | 19,000 |
| 2     | Marina Durunda   | Aserbaidschan | 18,200 |
| 3     | Salome Paschawa  | Georgien      | 17,950 |

Datum: 21. Juni 2015

Teilnehmerinnen:

11.  Nicol Ruprecht

19.  Natascha Wegscheider

### Mannschaft

#### Mehrkampf
| Platz | Land     | Sportlerinnen                                                                                     | Punkte |
| ----- | -------- | ------------------------------------------------------------------------------------------------- | ------ |
| 1     | Russland | Darja Kleschtschowa Anastassija Maximowa Sofja Skomoroch Anastassija Tatarewa Marija Tolkatschowa | 35,300 |
| 2     | Israel   | Yuval Filo Aljona Koschewatskij Jekaterina Lewina Karina Lychwar Ida Majrin                       | 35,050 |
| 3     | Belarus  | Maryja Kadobina Aljaksandra Narkewitsch Waleryja Pischtschelina Aryna Zyzylina Hanna Dudsjankowa  | 34,850 |

Datum: 17. Juni 2015

Teilnehmerinnen:

08.  Deutschland

13.  Schweiz

#### Band
| Platz | Land     | Sportlerinnen                                                                                 | Punkte |
| ----- | -------- | --------------------------------------------------------------------------------------------- | ------ |
| 1     | Russland | Diana Borissowa Anastassija Maximowa Sofja Skomoroch Anastassija Tatarewa Marija Tolkatschowa | 18,000 |
| 2     | Ukraine  | Olena Dmytrasch Jewhenija Homon Oleksandra Hridassowa Walerija Hudym Anastassija Wosnjak      | 17,250 |
| 3     | Israel   | Yuval Filo Aljona Koschewatskij Jekaterina Lewina Karina Lychwar Ida Majrin                   | 17,100 |

Datum: 21. Juni 2015

Teilnehmerinnen:

04.  Deutschland

11.  Schweiz

#### Keulen & Reifen
| Platz | Land    | Sportlerinnen                                                                                    | Punkte |
| ----- | ------- | ------------------------------------------------------------------------------------------------ | ------ |
| 1     | Belarus | Maryja Kadobina Ksenija Tschaldyschkina Waleryja Pischtschelina Aryna Zyzylina Hanna Dudsjankowa | 17,600 |
| 2     | Israel  | Yuval Filo Aljona Koschewatskij Jekaterina Lewina Karina Lychwar Ida Majrin                      | 17,500 |
| 3     | Ukraine | Olena Dmytrasch Jewhenija Homon Oleksandra Hridassowa Walerija Hudym Anastassija Wosnjak         | 17,150 |

Datum: 21. Juni 2015

Teilnehmerinnen:

09.  Deutschland

12.  Schweiz

## Medaillenspiegel
| Rang   | Land          | Gold | Silber | Bronze | Gesamt |
| ------ | ------------- | ---- | ------ | ------ | ------ |
| 1      | Russland      | 7    | 1      | 0      | 8      |
| 2      | Belarus       | 1    | 1      | 4      | 6      |
| 3      | Ukraine       | 0    | 3      | 1      | 4      |
| 4      | Israel        | 0    | 2      | 2      | 4      |
| 5      | Aserbaidschan | 0    | 1      | 0      | 1      |
| 6      | Georgien      | 0    | 0      | 1      | 1      |
| Gesamt | Gesamt        | 8    | 8      | 8      | 24     |